# Angelellita
La angelellita es un mineral, arseniato de hierro, que se descubrió en la  veta Yareta, en Cerro Pululus, Departamento de Rinconada, Jujuy (Argentina), que consecuentemente es su localidad tipo. El nombre es un homenaje a Victorio Angelelli (1908-1991), mineralogista, profesor de la Universidad de la Plata y posteriormente director del Instituto Argentino de Recursos Minerales.

## Propiedades físicas y químicas
La angelellita forma tapices de cristales de un tamaño de hasta 1,5 mm, Generalmente con desarrollo tabular con el pinacoide  {001} como figura dominante. A veces el desarrollo de las otras caras es mayor, hasta llegar a ser casi equidimensionales.

## Yacimientos
La angelellita es un mineral sumamente raro. Por el momento, se conoce solamente en dos localidades en el mundo, la localidad tipo y el yacimiento de antimonio y oro de Nonguri, en  Maizhokunggar,  Lhasa, Tíbet, China. En la localidad tipo aparece tapizando fisuras en una lava dacítica alterada. Está asociada a hematites y a casiterita fibrosa, formada por  una fumarola relacionada con actividad volcánica del Plioceno.